# Last Looks
Waldo (Last Looks) es una película de género thriller, dirigida por Tim Kirkby y protagonizada por Charlie Hunnam, Mel Gibson y Morena Baccarin. El argumento está basado en la novela 'Last Looks' de Howard Michael Gould.

## Sinopsis
Relata la historia de un antiguo policía de Los Ángeles que vuelve a la acción como detective privado para investigar el asesinato de la esposa de una estrella de la televisión.

## Reparto
- Charlie Hunnam  como Charlie Waldo.
- Mel Gibson como Alastair Pinch.
- Morena Baccarin como Lorena Nascimento.

## Producción
En octubre de 2018, Charlie Hunnam, Mel Gibson y Eiza González se unieron al reparto de la película, con la dirección de Tim Kirkby con un guion de Howard Michael Gould. En junio de 2019, también se añadieron al elenco Jacob Scipio, Dominic Monaghan, Clancy Brown Morena Baccarin y Paul Ben-Victor y en julio Lucy Fry.
El rodaje comenzó el 18 de junio de 2019 y la posproducción el 24 de julio del mismo año.